# Bagnone
Bagnone é uma comuna italiana da região da Toscana, província de Massa-Carrara, com cerca de 2.022 habitantes. Estende-se por uma área de 73 km², tendo uma densidade populacional de 28 hab/km². Faz fronteira com Corniglio (PR), Filattiera, Licciana Nardi, Monchio delle Corti (PR), Villafranca in Lunigiana.

## Demografia
| Variação demográfica do município entre 1861 e 2011                               |
|                                                                                   |
| Fonte: Istituto Nazionale di Statistica (ISTAT) - Elaboração gráfica da Wikipedia |